# 遊程承攬業
遊程承攬業（Tour Operator），以公司品牌研擬精緻化遊程，透過行銷通路採直銷（Director Sale，簡稱D.S.）招攬客戶，以優質服務建立公司形象，並可為旅客規劃如考察、會議、訪問或特別興趣遊程（Special Interest Tour，簡稱S.I.T.）等團體運作。或同業間以策略聯盟（strategic alliance）採（Package,PAK）方式運作。